# Château de Fabbrica
Le château de Fabbrica (en italien : Castello di Fabbrica), est une demeure seigneuriale médiévale située dans le hameau de Fabbrica de la commune de San Casciano in Val di Pesa (ville métropolitaine de Florence) en Toscane.

## Historique
L'édifice est constitué d'une villa construite sur les vestiges d'un château dont la première mention remonte à deux documents de 1013. Le château appartenait à la famille Scolari en 1098, lorsque Uguccione degli Scolari en fit don à l'évêque de Florence. En 1269, certaines propriétés du château furent endommagées par les gibelins. En 1298, la propriété appartenait encore à l'évêque florentin, mais fut ensuite achetée par la famille Buondelmonti, qui possédait déjà des maisons dans le village de Fabbrica. Leur propriété dura jusqu'à l'extinction de la maison au XIXe siècle.
Il passe par héritage à la famille Rinuccini dont il est issu de la famille Corsini. Par la suite, il appartint aux comtes Piatti Del Pozzo et à la famille Vicini. Aujourd'hui, il abrite une entreprise agricole.